# Жнец (телесериал)
«Жнец» (англ. Reaper) — американский комедийно-драматический телесериал, созданный Майклом Фазекасом и Тарой Баттерс. Премьера сериала состоялась 25 сентября 2007 года на телеканале CW. Кевин Смит стал режиссёром пилотной серии и являлся консультантом сериала. Шоу было закрыто из-за низкого рейтинга в начале 2009 года. Финальная серия была показана 26 мая 2009 года.

## Сюжет
Сэм Оливер живёт с родителями и младшим братом неподалёку от Сиэтла. Родители ему всегда всё прощали, в отличие от его брата. Сэм ушёл из колледжа и нанялся на бесперспективную работу в магазине Work Bench — магазин по продаже инструментов и стройматериалов, наподобие Home Depot. В свободное время он гуляет с друзьями, играет в видеоигры и пытается завести роман с Энди, которая тоже работает в магазине.
На 21-й день рождения Сэма его отец раскрывает ему ужасную правду: много лет назад он (отец) был очень болен, и взамен на исцеление он и его жена пообещали Дьяволу душу своего первенца. Несмотря на желание супругов не иметь детей, Дьявол убедил их доктора солгать, что отец Сэма бесплоден и мать Сэма не может забеременеть. Вскоре родился Сэм.
Дьявол лично наведывается к Сэму и объясняет, что он должен служить в роли его охотника за головами (или Жнеца), преследуя души, сбежавшие из ада и возвращать их обратно, используя свои новые способности и различные предметы для поимки адских душ. Эти сосуды появляются в продолговатой деревянной коробке с надписью по-итальянски «Lasciate ogni speranza, voi ch’entrate» («Оставь надежду, всяк сюда входящий»). Каждый сосуд специально предназначен для очередной души. Например, ручной пылесос, зажигалка, игрушечная машина, живой голубь в клетке.
Хотя Сэм изначально отказывается исполнять обязанности Жнеца, Дьявол угрожает ему забрать душу его матери. Считая, что он помогает миру, избавляя его от злобных душ, Сэм соглашается. С помощью друзей-бездельников Сока и Бена и своей девушки Энди, он начинает свою новую жизнь и карьеру.

## Персонажи

### Главные герои
- Сэм Оливер (Брэт Харрисон) — обычный парень, чья душа была продана Дьяволу его родителями ещё до его рождения. В результате, Сэм обязан ловить сбежавшие души для Дьявола. Для каждого задания Дьявол наделяет Сэма определённой сверхспособностью, которые зачастую лишь мешают Сэму. Известно, что как минимум одна из этих способностей (телекинез) осталась у Сэма после поимки души. Во втором сезоне Дьявол сознаётся, что Сэм является одним из множества его детей и что он готовит Сэма на роль своего помощника, хотя это не освобождает его от обязанностей Жнеца.
- Берт «Сок» Вайсоки (Тайлер Лэбин) — наихудший работник Work Bench и лучший друг Сэма. Сок проводит большую часть времени, мирно посапывая на магазинных полках, планируя свой топлес магазин и попросту бездельничая. Он храбрее и ловчее, чем кажется. Сок помогает Сэму ловить души. Бесконтрольно смеётся, когда нервничает. Во втором сезоне имел романтические отношения со своей сводной сестрой-японкой, прежде чем она решила вернуться домой.
- Дьявол (Рэй Уайз) — владелец души Сэма. Хотя он знает финал великого противостояния («Бог победит»), он желает напортить как можно больше перед концом. Он также убеждает Сэма, что он творит добро, возвращая сбежавшие души обратно в ад. Почти всегда выглядит весёлым и дружелюбным и никогда в открытую не проявляет гнев. Как и следует ожидать, Дьявол имеет могущественные сверхспособности и является почти неуязвимым. Любит мороженое, но из-за божественного проклятия не способен его есть.
- Бенджами «Бенджи» Гонсалес (Рик Гонсалес) — лучший друг Сэма, который знает правду о Сэме и помогает ему. Зачастую оказывается раненным во время попыток поимки душ. Встречается с демонессой Ниной, из-за чего у него возникли проблемы с бабушкой, которая видит в Нине нечистую силу.
- Энди Прендергаст (Мисси Перегрим) — коллега и девушка Сэма. Хотя она изначально не знает о том, что Сэм является Жнецом, Дьявол позже позволяет ему раскрыть ей правду. После этого Энди начинает помогать Сэму ловить души. Узнав, что Сэм является сыном Дьявола, Энди поначалу отвергает Сэма, но затем понимает, что в нём нет зла. Обменивает свою душу Дьяволу на возможность Сэму обрести свободу.

### Второстепенные персонажи
- Джоси Миллер (Валери Рэй Миллер) — бывшая девушка Сока, работающая в прокуратуре. Хотя она терпеть не может Сока, она всё ещё дружит с Сэмом и нередко предоставляет ему информацию, помогающую ему поймать ту или иную душу (хотя сама не знает на кого он работает). После первого сезона не появляется.
- Мистер Оливер (Эндрю Эйрли) — приёмный отец Сэма. Был закопан демонами-повстанцами заживо, но не может умереть из-за его сделки с Дьяволом (хотя его тело всё ещё разлагается). Решает отправиться в ад, чтобы найти способ освободить душу Сэма.
- Миссис Оливер (Эллисон Хоссак) — мать Сэма. По словам Дьявола, если Сэм откажется выполнять свою работу, то он заберёт душу его матери.
- Тони (Кен Марино) — бывший сосед Сэма, демон и «вдовец» Стива. Тони являлся главарём восстания против Дьявола и постоянно затевал какие-то противодьявольские планы. Иногда помогает Сэму ловить сбежавшие души. Именно Тони говорит Сэму, что тот является сыном Дьявола. Усыновляет младенца, родившегося у женщины, сбежавшей из ада. Основал Культ Стива, считая что только следуя по стопам своего любимого, он сможет искупить себя в глазах Господа.
- Стив (Майкл Йен Блэк) — бывший сосед Сэма, демон и «бывший муж» Тони. Стив также являлся активным участником восстания, хотя предпочитал более пассивные методы, чем Тони. Убит Дьяволом вместе с многими другими повстанцами. В конце первого сезона Тони узнаёт, что Стив всё ещё «жив» и опять стал ангелом. Позже Сэм узнаёт что Стив стал ангелом-хранителем (низший ангельский ранг), но получил свои крылья, остановив Сэма прежде, чем тот смог бы выкупить свою душу.
- Глэдис (Кристин Уиллес) — демонесса, работающая в отделе автотранспортной инспекции, где находился один из порталов в ад. Поймав очередную душу, Сэм приносит сосуд Глэдис, и она отправляет их в ад по пневмопочте.
- Тэд (Донавон Стинсон) — менеджер Work Bench, который постоянно мешает Сэму, Энди, Бену и Соку. В прошлом игрок.
- Кэйди Хэнсен (Джессика Строуп) — бывшая девушка Сэма и, возможно, дочь Дьявола (то есть, сестра Сэма). Кэйди является дочерью Мими, бывшей подруги Дьявола, хотя истинная личность её отца неизвестна. Хотя она поначалу нравится Сэму, он начинает подозревать, что она является дочерью Дьявола, что является подтверждением некоторым необъяснимым феноменам, проявляющимся вокруг неё. Например,постоянно умирающие домашние животные; цветок увядающий после её касания. В конце концов, Кэйди уезжает в Нью-Мексико к матери.
- Нина (Дженни Уэйд) — демонесса, бывший член сопротивления. Влюбилась в Бенджи и откреклась от своего убийственного прошлого, хотя иногда улетает, чтобы перекусить крупным животным. Из-за неё бабушка Бенджи выгнала внука из семьи, так как она может чувствовать нечистую силу.
- Морган (Арми Хаммер) — сын Дьявола и единокровный брат Сэма. В отличие от Сэма, не имеет моральных ограничений и готов на всё, чтобы иметь власть и деньги. Теряет всё, когда Дьявол отрекается от него и решает убить Сэма. Убит Ниной и другими членами Культа Стива, так как они поклялись уничтожить всех отпрысков Дьявола, кроме Сэма. Винит Сэма в своей смерти, что намекает на его возможный побег из ада.

## Релиз DVD
| Название DVD    | Дата релиза   | Дата релиза | Дата релиза | Количество эпизодов | Дополнительная информация |
| Название DVD    | Регион 1      | Регион 2    | Регион 4    | Количество эпизодов | Дополнительная информация |
| --------------- | ------------- | ----------- | ----------- | ------------------- | --- |
| «Жнец»: Сезон 1 | 4 ноября 2008 | TBA         | TBA         | 18                  | Собрания на 5 дисках включает все 18 эпизодов. Дополнительные материалы включают в себя удаленные сцены, аудиокомментарий пилотного эпизода, избранные смешные дубли. Общая длительность составляет 800 минут.                          |
| «Жнец»: Сезон 2 | 9 июня 2009   | TBA         | TBA         | 13                  | Собрания на 4 дисках включает все 13 эпизодов. Дополнительные материалы включают в себя «Дьявол заставил меня это сделать» - Взгляд назад на создание «Жнеца», смешные дубли, удаленные сцены. Общая длительность составляет 585 минут. |

## Приём критиков
На «Metacritic» телесериал получил рейтинг 81 из 100, исходя из 27 рецензий. Критики сравнили данный телесериал с шоу NBC «Чак», где главный герой такой же неприметный парень, работающий в похожем магазине и ведущий двойную жизнь, пытаясь спасти мир.